# Arjisar
Arjisar är ett berg i Armenien. Det ligger i den sydöstra delen av landet, 110 kilometer öster om huvudstaden Jerevan. Toppen på Arjisar är 2 532 meter över havet.
Terrängen runt Arjisar är lite bergig. Runt Arjisar är det ganska glesbefolkat, med 31 invånare per kvadratkilometer.. Närmaste större samhälle är Jermuk, 6,3 kilometer sydväst om Arjisar. 
Trakten runt Arjisar består i huvudsak av gräsmarker.